# Regulus

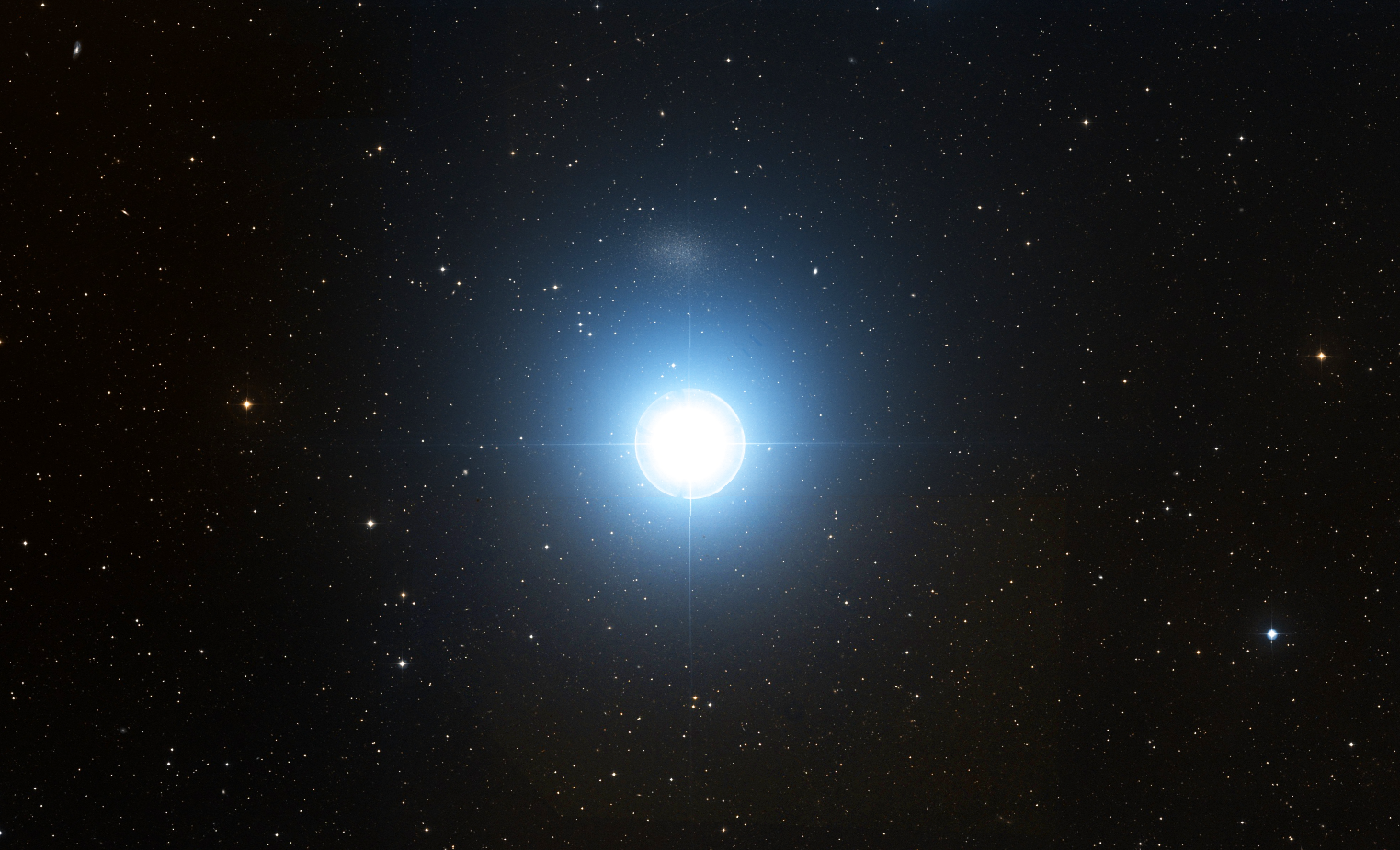
Ảnh chụp sao Regulus qua kính thiên văn.

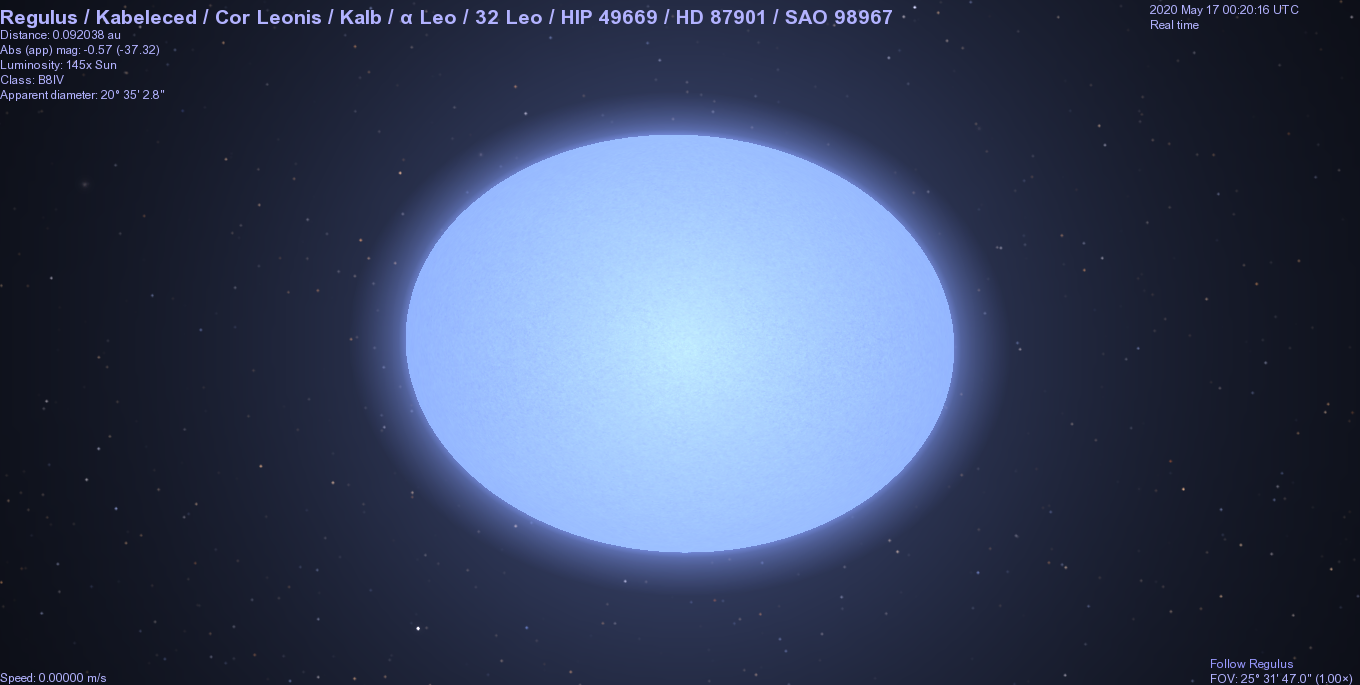
Minh hoạ sao Regulus trên Celestia.

Sao Regulus, cũng được đặt ký hiệu là Alpha Leonis (α Leonis, viết tắt là Alpha Leo, α Leo), là ngôi sao sáng nhất trong chòm sao Sư Tử và là một trong những ngôi sao sáng nhất trên bầu trời đêm, nằm cách Mặt trời xấp xỉ 79 năm ánh sáng. Sao Regulus là một hệ sao bao gồm bốn ngôi sao được sắp xếp thành hai cặp. Sao đôi Regulus A bao gồm một ngôi sao dãy chính có màu trắng xanh và bạn đồng hành của nó, hiện tại vẫn chưa được quan sát trực tiếp, nhưng có lẽ là một sao lùn trắng. Ở vị trí xa hơn là B, C và D, là những ngôi sao dãy chính mờ.

## Hệ thống
Regulus là một hệ sao bao gồm ít nhất bốn ngôi sao.  Regulus A là ngôi sao trội nhất, với một sao đôi cách 177" được cho là có liên quan về mặt vật lý.  Regulus D là một ngôi sao đồng hành có độ sáng thứ 12 ở 212", có chung chuyển động với các ngôi sao còn lại.
Regulus A là một sao đôi bao gồm một ngôi sao dãy chính màu xanh trắng có loại quang phổ B7V, được quay quanh bởi một ngôi sao có khối lượng ít nhất bằng 0,3 lần Mặt trời, có khả năng là một sao lùn trắng. Hai ngôi sao này mất xấp xỉ 40 ngày để quay quanh trung tâm khối lượng chung của chúng. Regulus A từ lâu được cho rằng là một ngôi sao khá trẻ, chỉ 50 – 100 triệu năm, được tính toán bằng cách so sánh nhiệt độ, độ sáng và khối lượng của nó. Sự tồn tại của một ngôi sao lùn trắng đồng hành có nghĩa là hệ thống này ít nhất đã 1.000 triệu năm tuổi, mới chỉ là tính tới sự hình thành của ngôi sao lùn trắng. Việc không có một con số thống nhất cho tuổi thọ của ngôi sao này có thể là do trước đây từng có sự kiện chuyển khối lượng sang cho ngôi sao Regulus A khi đó nhỏ hơn bây giờ.